# Saison 2001 de l'équipe cycliste Rabobank
L'Équipe cycliste Rabobank faisait partie en 2001 des Groupes Sportifs I, la première division des équipes cyclistes professionnelles.

## Effectif
| Cycliste            | Date de naissance | Nationalité | Équipe 2000 |
| ------------------- | ----------------- | ----------- | ----------- |
| Coen Boerman        | 11-11-1976        | Pays-Bas    |             |
| Michael Boogerd     | 28-05-1972        | Pays-Bas    |             |
| Jan Boven           | 28-02-1972        | Pays-Bas    |             |
| Erik Dekker         | 21-08-1970        | Pays-Bas    |             |
| Gerben de Knegt     | 11-12-1975        | Pays-Bas    |             |
| Maarten den Bakker  | 26-01-1969        | Pays-Bas    |             |
| Marcel Duijn        | 12-05-1977        | Pays-Bas    |             |
| Addy Engels         | 16-06-1977        | Pays-Bas    |             |
| Richard Groenendaal | 13-07-1971        | Pays-Bas    |             |
| Bram de Groot       | 18-12-1974        | Pays-Bas    |             |
| Mathew Hayman       | 20-04-1978        | Australie   |             |
| Steven de Jongh     | 25-11-1973        | Pays-Bas    |             |
| Karsten Kroon       | 29-01-1976        | Pays-Bas    |             |
| Marc Lotz           | 19-10-1973        | Pays-Bas    |             |
| Gerben Löwik        | 29-07-1977        | Pays-Bas    | Farm Frites |
| Grischa Niermann    | 03-11-1975        | Allemagne   |             |
| Sven Nys            | 17-06-1976        | Belgique    |             |
| Matthé Pronk        | 01-07-1974        | Pays-Bas    |             |
| Bobbie Traksel      | 03-11-1981        | Pays-Bas    |             |
| Thorwald Veneberg   | 16-10-1977        | Pays-Bas    | Espoirs     |
| Geert Verheyen      | 10-03-1973        | Belgique    | Lotto       |
| Aart Vierhouten     | 19-03-1970        | Pays-Bas    |             |
| Marc Wauters        | 23-02-1969        | Belgique    |             |
| Beat Zberg          | 10-05-1971        | Suisse      |             |
| Markus Zberg        | 27-06-1974        | Suisse      |             |

## Victoires
Victoires sur le circuit professionnel
| Date          | Course                                           | Pays      | Vainqueur                |
| ------------- | ------------------------------------------------ | --------- | ------------------------ |
| 5 février     | Trofeo Manacor                                   | Espagne   | Mathew Hayman            |
| 7 février     | Trofeo Alcudia                                   | Espagne   | Michael Boogerd          |
| 8 février     | Challenge de Majorque                            | Espagne   | Mathew Hayman            |
| 22 février    | Classement général de la Ruta del Sol            | Espagne   | Erik Dekker              |
| 27 février    | 1re étape du Tour de la Communauté valencienne   | Espagne   | Michael Boogerd          |
| 2 mars        | 4e étape du Tour de la Communauté valencienne    | Espagne   | Michael Boogerd          |
| 10 mars       | 1re étape du Guldensporen Tweedaagse             | Belgique  | Erik Dekker              |
| 11 mars       | Classement général du Guldensporen Tweedaagse    | Belgique  | Erik Dekker              |
| 16 mars       | 3e étape de Tirreno-Adriatico                    | Italie    | Markus Zberg             |
| 20 mars       | 7e étape de Tirreno-Adriatico                    | Italie    | Michael Boogerd          |
| 30 mars       | Classement général de la Semaine catalane        | Espagne   | Michael Boogerd          |
| 1er avril     | Flèche brabançonne                               | Belgique  | Michael Boogerd          |
| 19 avril      | Veenendaal-Veenendaal                            | Pays-Bas  | Steven de Jongh          |
| 28 avril      | Amstel Gold Race                                 | Pays-Bas  | Erik Dekker              |
| 29 avril      | Classement général du Tour de Basse-Saxe         | Allemagne | Grischa Niermann         |
| 1er mai       | Grand Prix de Francfort                          | Allemagne | Markus Zberg             |
| 6 mai         | Grand Prix du canton d'Argovie                   | Suisse    | Karsten Kroon            |
| 4 juin        | Grand Prix Winterthur                            | Suisse    | Beat Zberg               |
| 9 juillet     | 2e étape du Tour de France                       | France    | Marc Wauters             |
| 15 juillet    | 8e étape du Tour de France                       | France    | Erik Dekker              |
| 5 août        | Luk Cup                                          | Allemagne | Geert Verheyen           |
| 1er septembre | 5e étape du Tour des Pays-Bas                    | Pays-Bas  | Erik Dekker              |
| 9 septembre   | Grand Prix Eddy Merckx                           | Belgique  | Erik Dekker/Marc Wauters |
| 19 septembre  | 1re étape du Tour de Rhénanie-Palatinat          | Allemagne | Michael Boogerd          |
| 20 septembre  | 2e étape du Tour de Rhénanie-Palatinat           | Allemagne | Erik Dekker              |
| 21 septembre  | 13e étape du Tour d'Espagne                      | Espagne   | Beat Zberg               |
| 23 septembre  | Classement général du Tour de Rhénanie-Palatinat | Allemagne | Erik Dekker              |
| 20 octobre    | Classement final de la Coupe du monde            |           | Erik Dekker              |
| 20 octobre    | Classement par équipes de la Coupe du monde      |           | Rabobank                 |